# Honda CB 750 Four

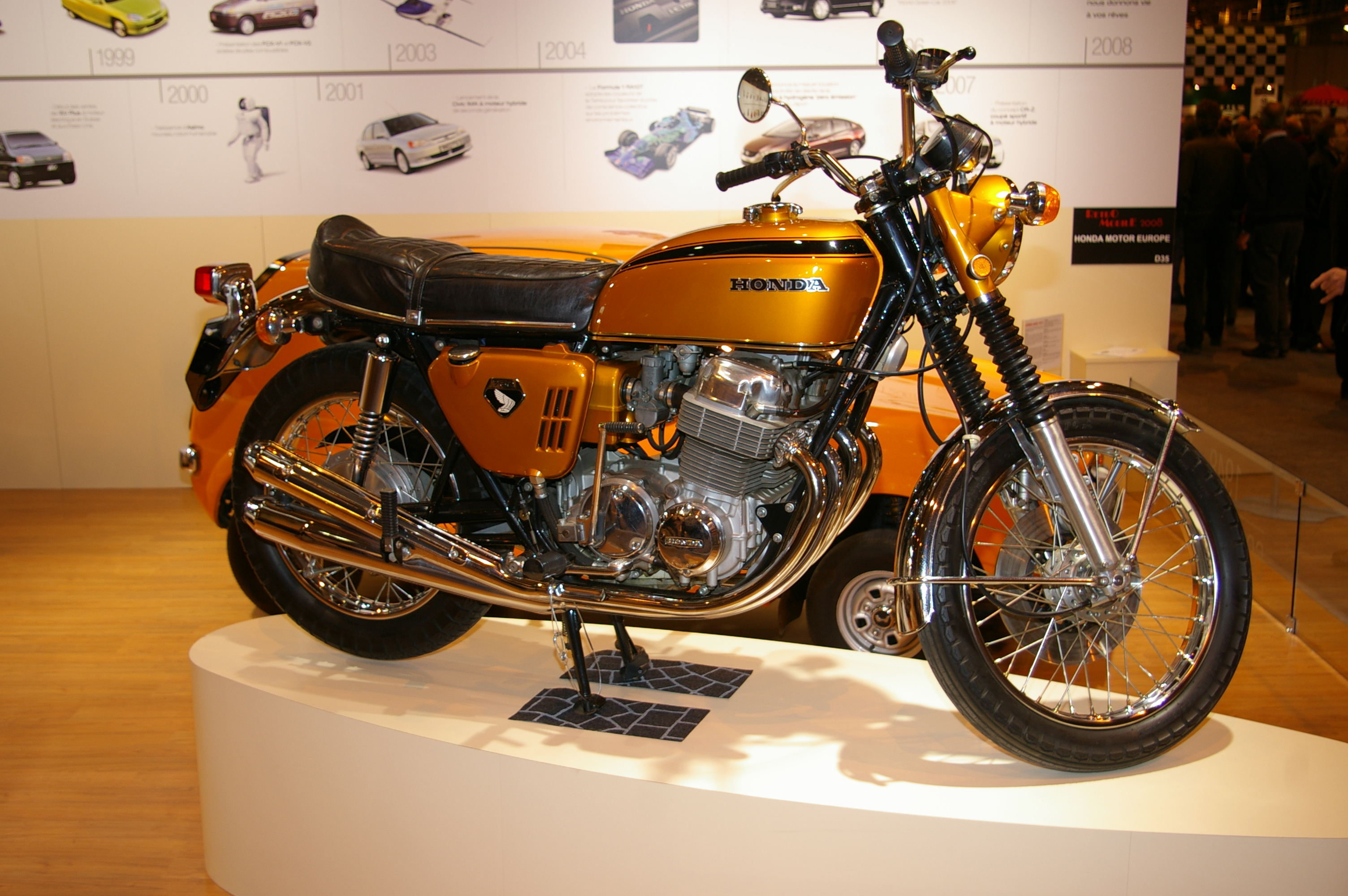
Honda CB 750 Four couleur or métallisé (Candy Gold).

La CB 750 Four est un modèle de moto produit par le groupe japonais Honda de 1968 à 1977, et qui marque, pour la plupart des observateurs, le passage à l'ère de la moto moderne.

## Contexte historique
Après la Seconde Guerre mondiale, les principales marques de motos  sont britanniques (Norton, Triumph, BSA, Matchless, Royal Enfield), allemandes (MZ ou BMW, surtout cantonné dans l'utilitaire haut de gamme), italiennes (Moto Guzzi, Ducati) ou américaines (Harley-Davidson, Indian). La France devient un constructeur d'utilitaires de petite cylindrée (Motobécane et Motoconfort, Vélosolex, Peugeot).
La recomposition industrielle du secteur se poursuit jusque dans les années 1950 : BSA reprend les marques britanniques Sunbeam (1943), Ariel (1944) puis Triumph (1951), et Indian fait faillite en 1953.
Au début des années 1960, les constructeurs japonais arrivent en occident. Ils commencent par asseoir leur notoriété par des modèles de faible cylindrée et dans les compétitions, engageant des modèles aux technologies très perfectionnées dans les courses sur piste : moteurs multicylindres, même pour de petites cylindrées, et, pour les moteurs à quatre temps, quatre soupapes par cylindre, double arbre à cames en tête, et des régimes moteur très élevés (jusqu'à 14 000 tr/min). Les marques japonaises accumulent les succès en compétition à partir du début des années 1960, ce qui crédibilise leur offre commerciale.
En 1959, le groupe Honda ouvre un bureau à Los Angeles, et implante progressivement aux États-Unis un réseau de distribution, des usines et des centres de développement, pour son activité moto comme pour son activité automobile. Honda va vendre plus d'un million de motos aux États-Unis en dix ans.
Honda va d'abord pénétrer les marchés en Europe et aux États-Unis avec des modèles de 50 cm3, comme le Super Cub (1959), qui se vendra jusqu'à plus de 260 000 exemplaires par an. Puis la marque japonaise monte en gamme avec le bicylindre CB 305 (1961) et puis la CB 450 (1965) à double arbre à cames en tête et démarreur électrique qui affiche une vitesse de pointe de 160 km/h,.

## Naissance
Pour pouvoir rivaliser avec l'offre américaine (Harley Sportster) et anglaise (Triumph Bonneville et Trident), Honda a besoin d'un modèle plus puissant : ce sera la Honda CB 750 Four, dévoilée fin 1968, qui va marquer toute une époque.

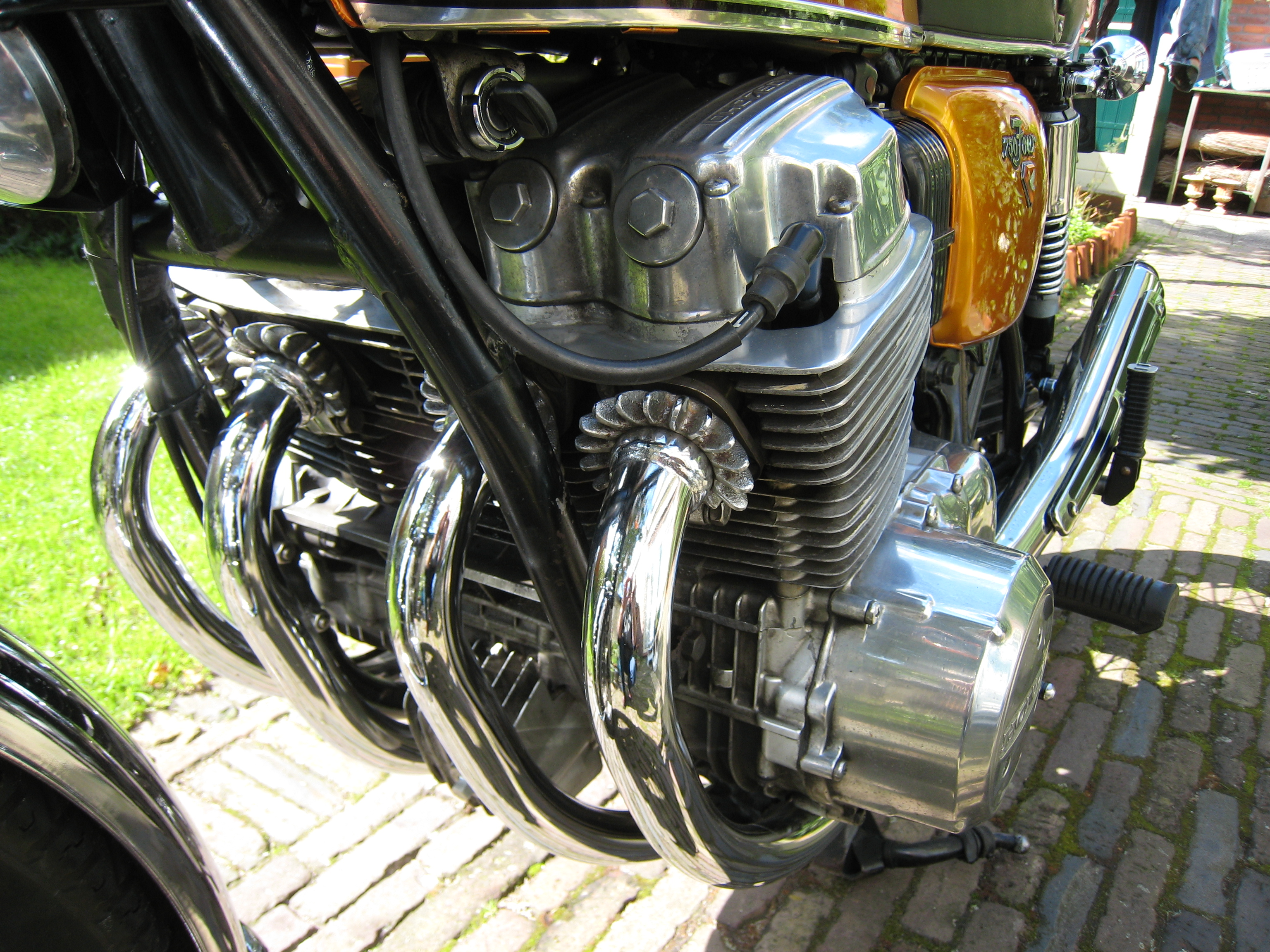
CB 750 moteur (1973).

La Four, ou encore, comme elle sera surnommée par les amateurs, la Quatre pattes, reçoit un accueil favorable. Elle est dotée d'un moteur à quatre cylindres en ligne à simple arbre à cames en tête en ligne incliné de 15° et délivrant 67 ch, de quatre carburateurs, d'un démarreur électrique, d'une boîte de vitesses à cinq rapports, d'une fourche avant hydraulique, d'une suspension arrière à bras oscillant, et d'un frein avant à disque à commande hydraulique.

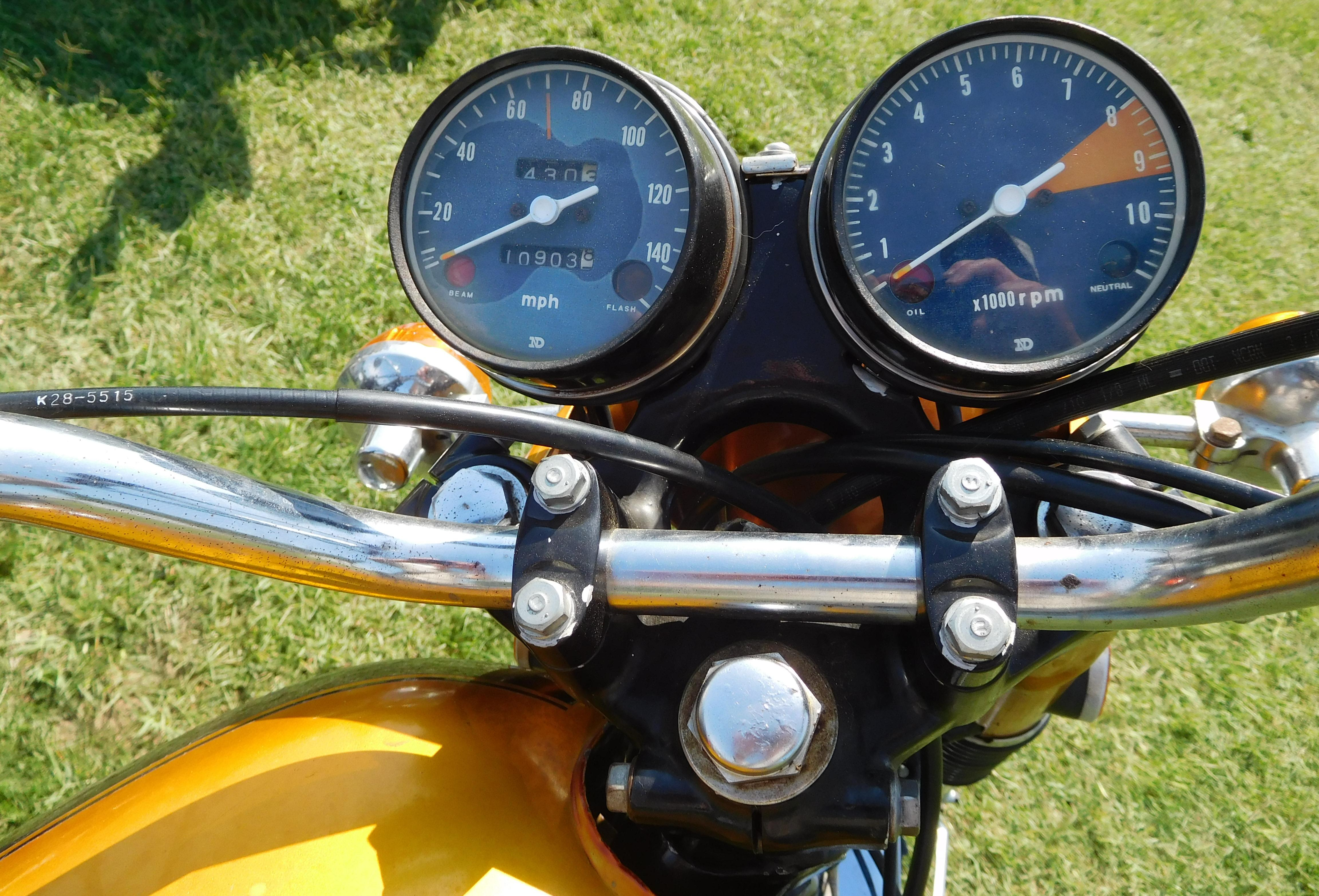
CB 750 instrumentation, modèle américain (1971).

Même si aucune des caractéristiques de la CB 750 n'est révolutionnaire, c'est le premier modèle grand public à offrir un tel niveau technique, et l'une des rares motos de l'époque permettant d'atteindre une vitesse de 200 km/h. Son esthétique marque aussi les esprits avec quatre échappements séparés très caractéristiques. Sa fiabilité, son équipement, sa qualité de finition et son tarif lui assureront un succès commercial continu jusqu'en 1977, sa dernière année de production, : plus de 550 000 exemplaires seront vendus durant la dizaine d'années de sa commercialisation.
La Four subira quelques critiques : tenue de route moyenne (bras oscillant manquant de rigidité et amortisseurs arrière peu performants), freinage et éclairage perfectibles, pneus d'origine peu adhérents, ou encore chaîne de transmission secondaire fragile par rapport à la puissance à transmettre.
Les accessoiristes et préparateurs vont s'employer à donner à cette moto certaines améliorations : pneus européens, phare à iode, deuxième frein à disque à l'avant, etc.
Les autres constructeurs japonais lanceront avec au moins deux ans de retard des modèles concurrençant la Honda, comme les tricylindres à deux temps Suzuki GT 750 (1971) et Kawasaki 750 H2 (1971), ou encore la quatre cylindres à quatre temps Kawasaki 900 Z1 (1973).

## Modèles
La CB 750 connait plusieurs modifications esthétiques durant sa carrière, mais relativement peu d'évolutions techniques notables : frein arrière à disque en 1975, moteur plus puissant et double frein à disque avant en 1977.
- 1969/1970 : K0[17]. Reconnaissable à ses carburateurs actionnés par quatre câbles indépendants, puissance de 67 ch, elle est produite à 53 000 unités. Trois coloris sont proposés[18] : Candy blue green, Candy ruby red, Candy gold.
- 1970/1971 : K1, produite à 77 000 exemplaires[17]. Les caches latéraux arrondis arborent un sigle « 750 Four ». 6 coloris sont proposés[18] : Candy blue green, Candy ruby red, Candy gold, Candy garnet brown, Polynesian Blue metallic, Valley green metallic.
- 1972/1974 ; K2 produite à 63 500 exemplaires[17]. Les pattes de phare deviennent chromées, la puissance descend à 65 ch. 6 coloris sont proposés[18] : Candy ruby red, Candy gold, Planet blue metallic, Custom silver, Astro purple metallic, Candy bacchus olive.
- Modèles K3, K4 et K5 : modifications mineures, non importés en France[17].
- 1975 : K6 produite à 42 000 exemplaires[17]. La puissance baisse à 63 ch. Le support d'instrumentation intègre compteur et compte-tours. 9 coloris sont proposés[18] : Planet blue metallic, Candy bacchus olive, Armor silver metallic, Boss maroon metallic, Freedom green metallic, Candy antares red, Candy saphire blue, Flake saphire blue, Flake sunrise orange[19].
- 1975 : F1, produite à 44 000 exemplaires[17]. Version s'ajoutant à la K avec plusieurs différences visibles (échappement 4 en 1, frein arrière à disque de 267 mm de diamètre, capot prolongeant la selle) et des évolutions moteur (pistons et arbre à cames remplacés, puissance de 67 ch à 9 000 tr/min, couple de 6,4 kg m). La F1 est proposée en Rouge métallisé ou Jaune soufre.
- 1977 : K7, produite à 38 000 exemplaires[17]. Remplaçante de la K6 avec quatre échappements d'un nouveau modèle, une puissance de 67 ch, un réservoir de plus grande contenance, une selle redessinée et de nouveaux amortisseurs. Deux coloris sont proposés : Brun métallisé et Noir.
- 1977 : F2, évolution de la F1, produite à 25 000 exemplaires[17]. Le moteur est noir, la puissance passe à 73 ch, les roues sont à bâtons et le frein à disque avant est double. Deux coloris sont proposés : Noir/Bleu, Noir/Bordeaux.

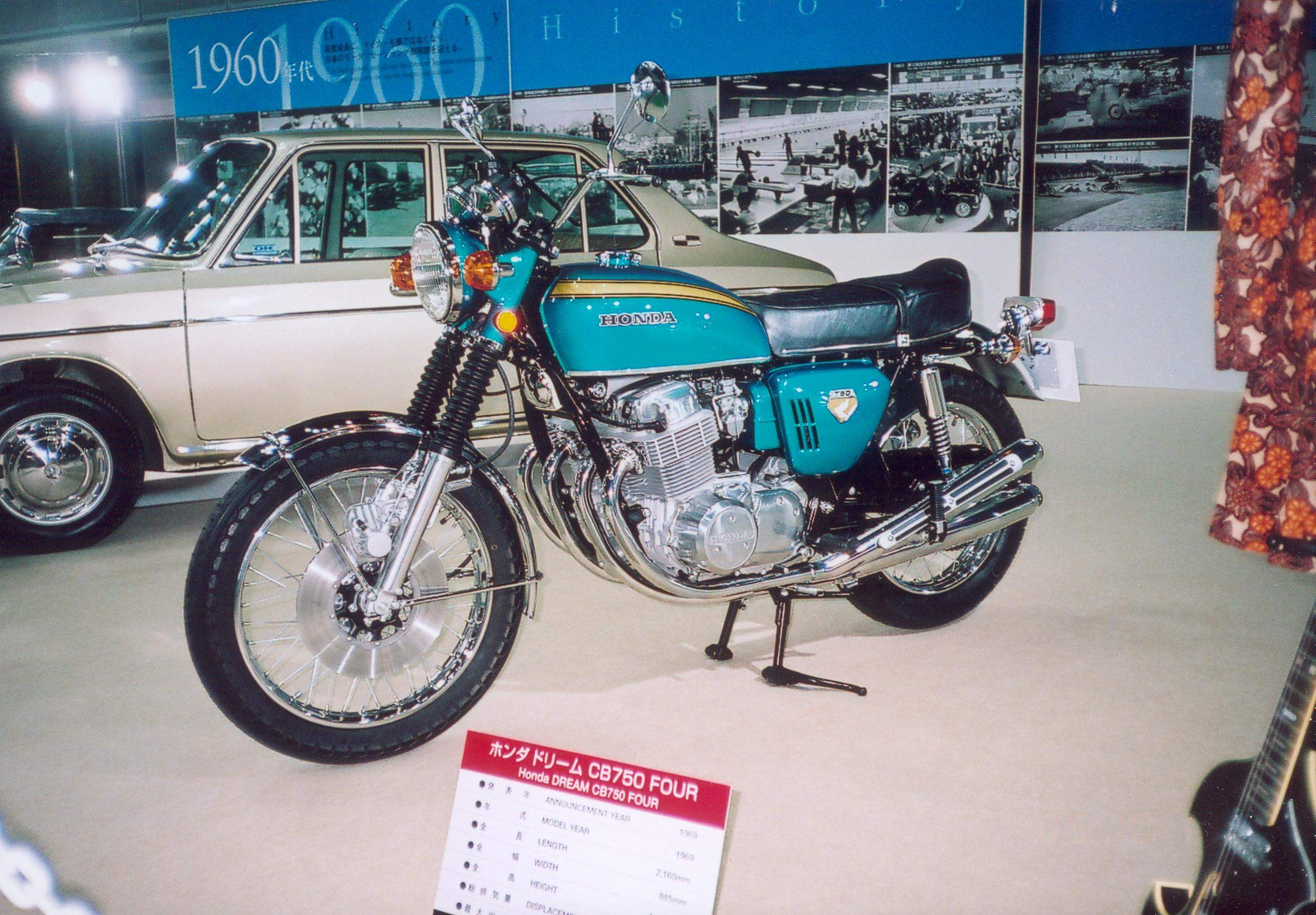
CB 750 K0 Candy Blue Green (1969).
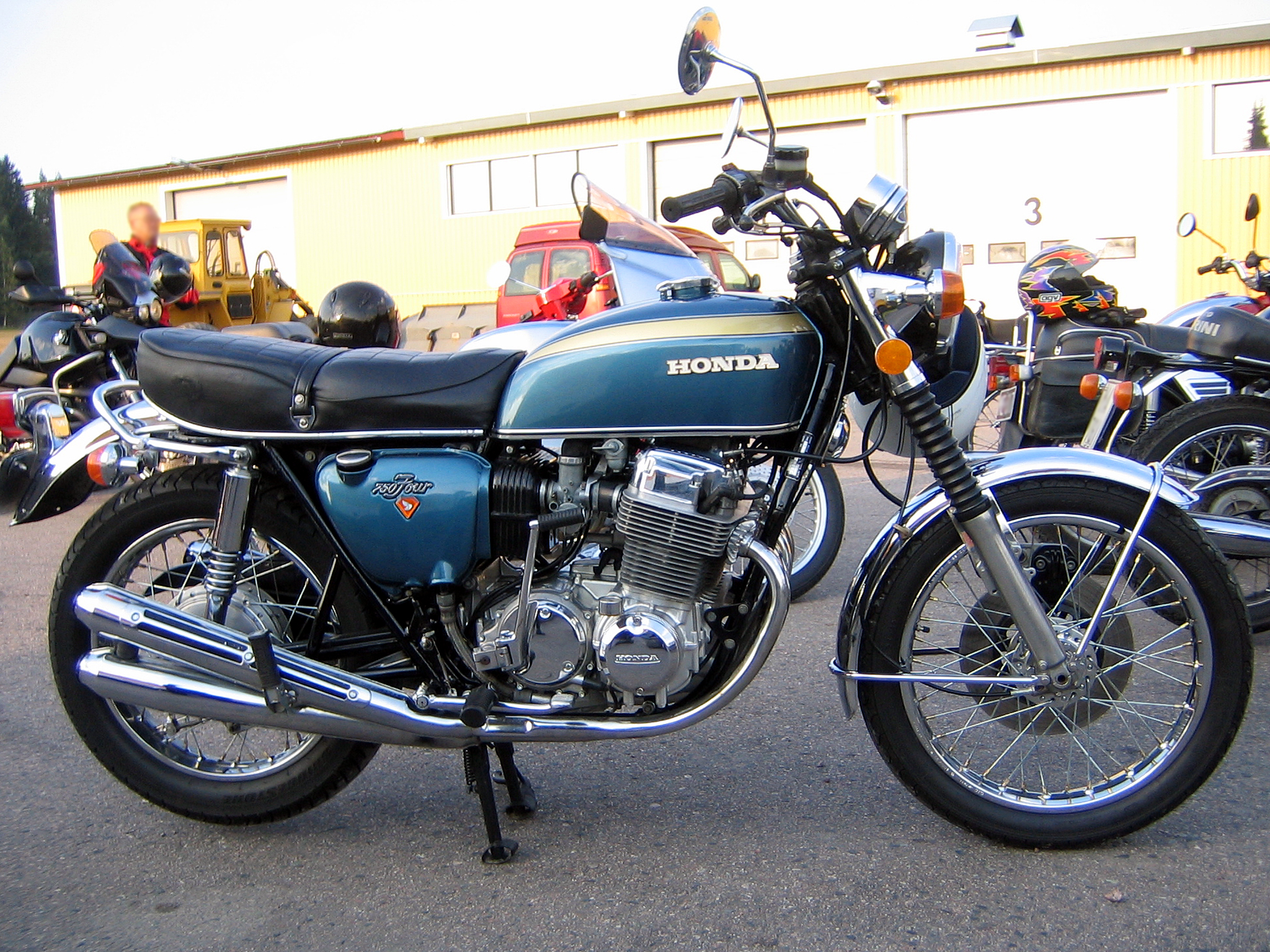
CB 750 K2 Planet blue metallic (1972).
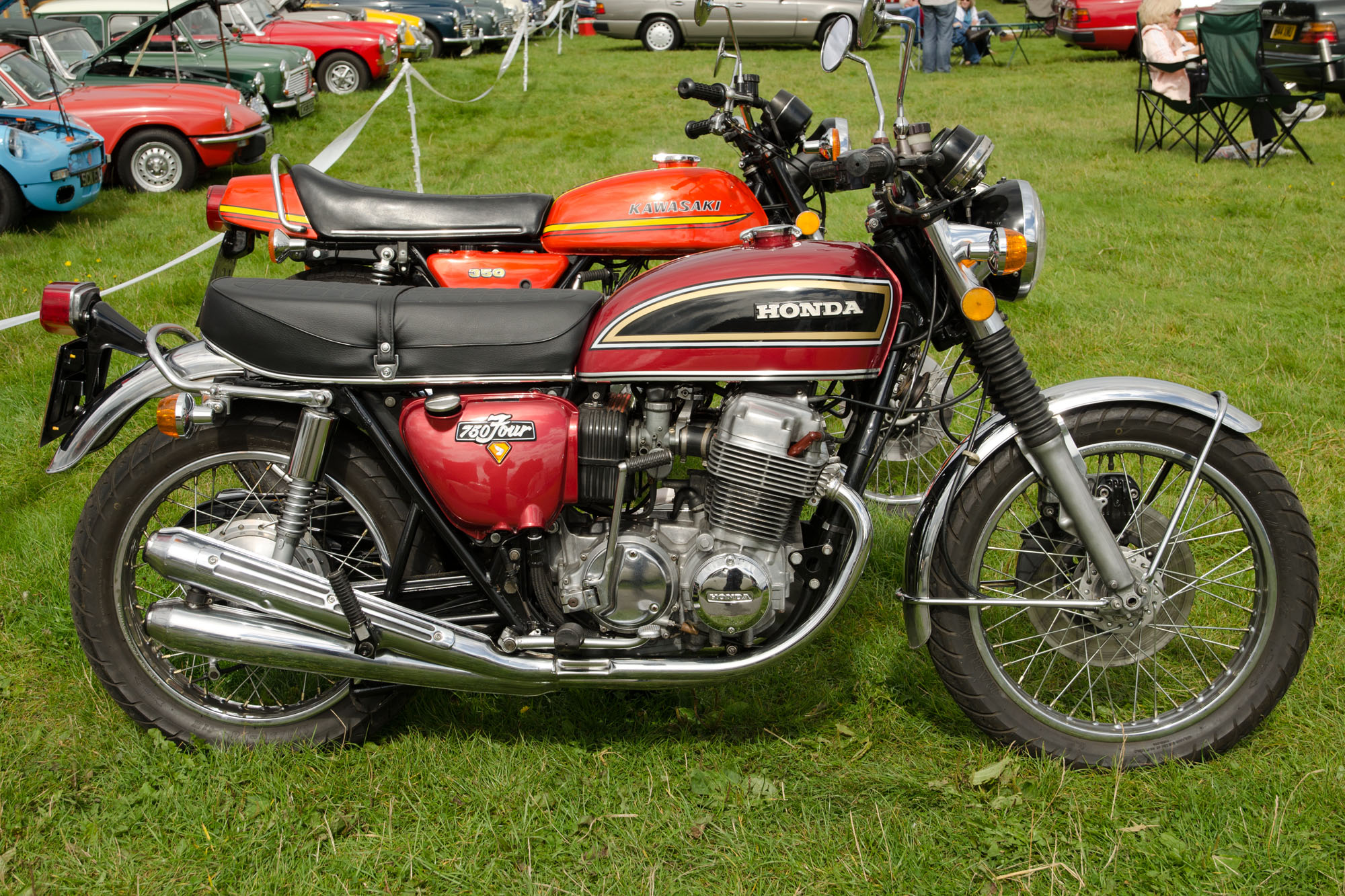
Cb 750 K6 (1977).
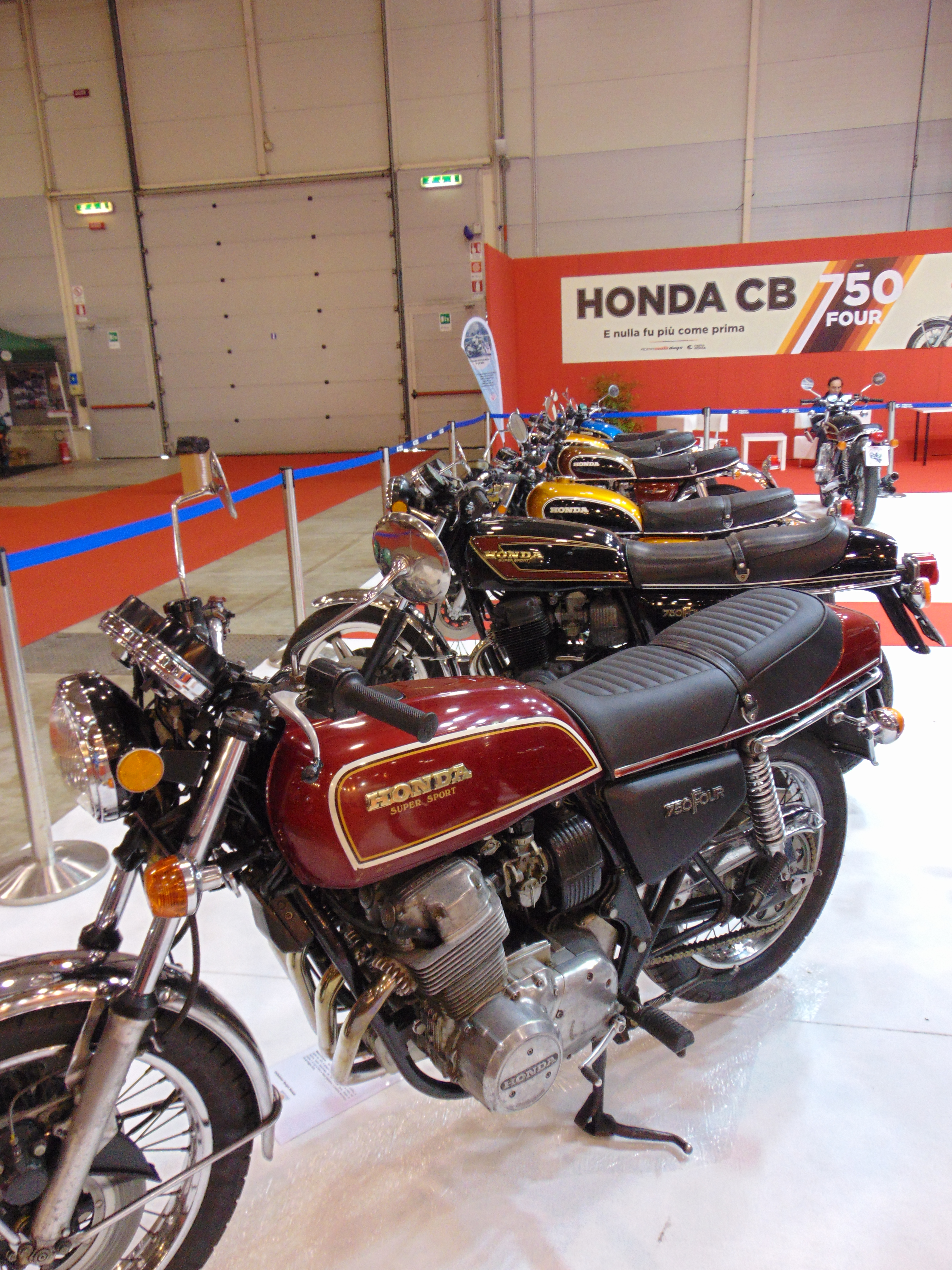
Four F1 (1975) devant une Four F2 (1977).

## Modèles spéciaux et descendance

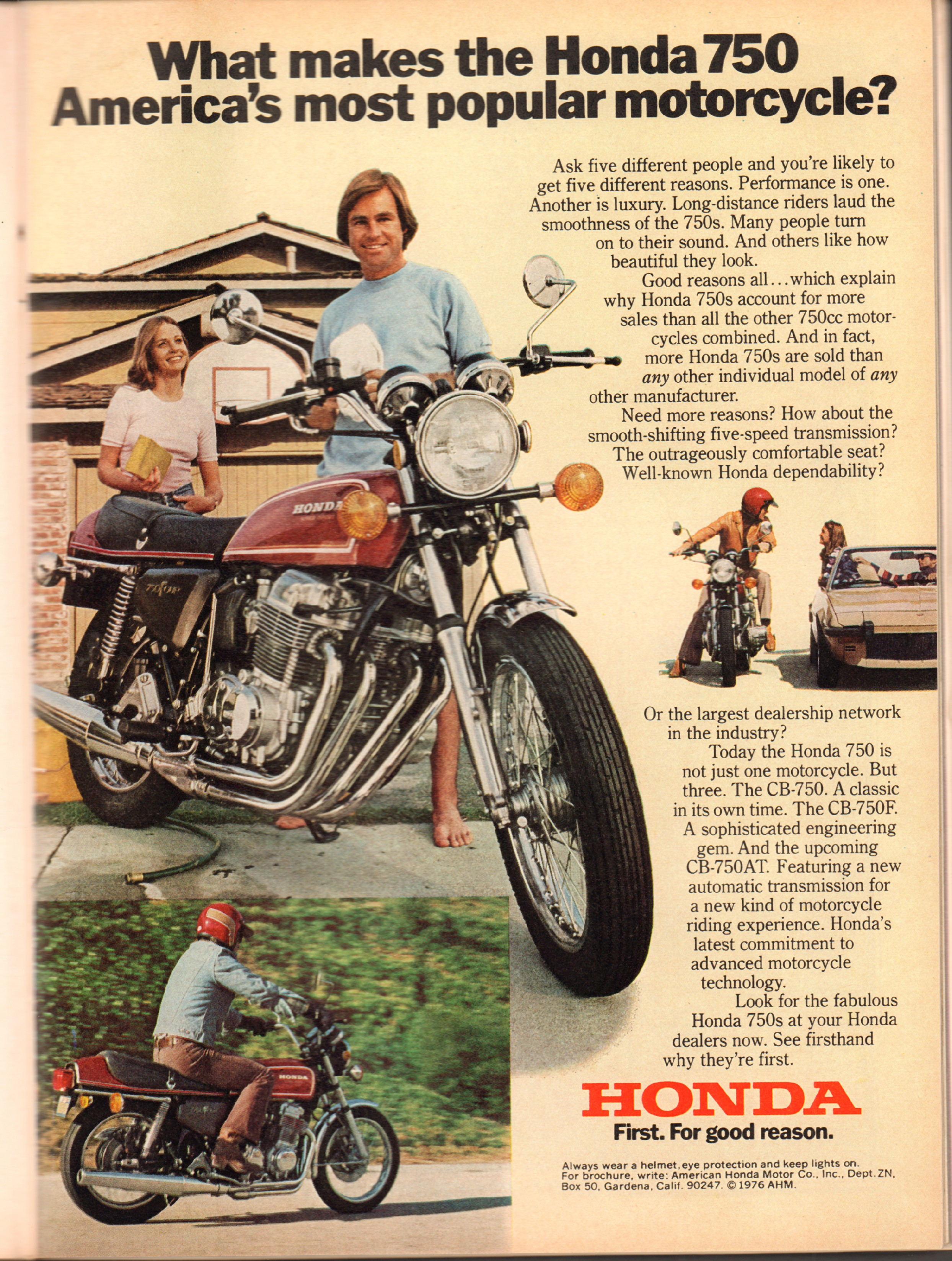
Publicité aux États-Unis pour la CB 750F, et annonce de l'arrivée prochaine de la CB 750A (mars 1976).

### CB 750A Four: une moto semi-automatique
Honda a conçu, à l'intention du marché américain, une variante de la Four dotée, en lieu et place de la boîte à cinq vitesses, d'une transmission semi-automatique à deux rapports. Le pilote enclenche par un sélecteur au pied le rapport (low ou drive) qu'il souhaite, mais l'embrayage est automatique.
Ce modèle n'a été produit qu'à un peu plus de 8 000 exemplaires entre 1976 et 1978, répartis entre  trois versions : A0 (Rouge Antarès ou Vert Muscat), A1 (Rouge Antarès ou Bleu Sword) et A2 (Rouge Alpha ou Bleu Polaris).

### Descendance et successeurs
Au début des années 1970, Honda décline l'architecture à quatre cylindres et l'esthétique de la 750 Four dans des versions moins puissantes: la CB 350F (1971), puis la CB 400F (1974), ou encore la CB 500F (1971),.

Les CB Four de moyenne cylindrée des années 1970
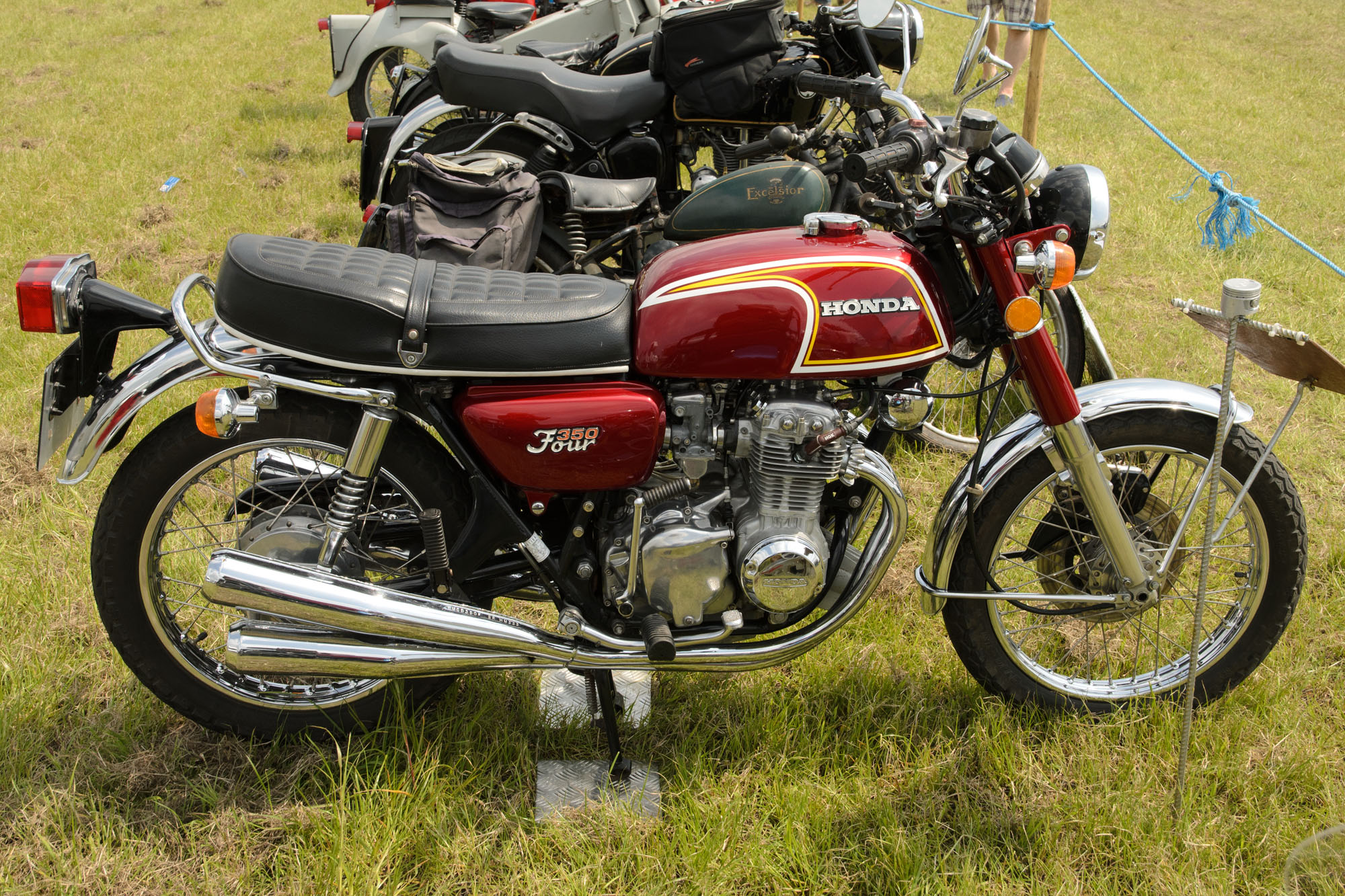
CB 350 Four (1972).
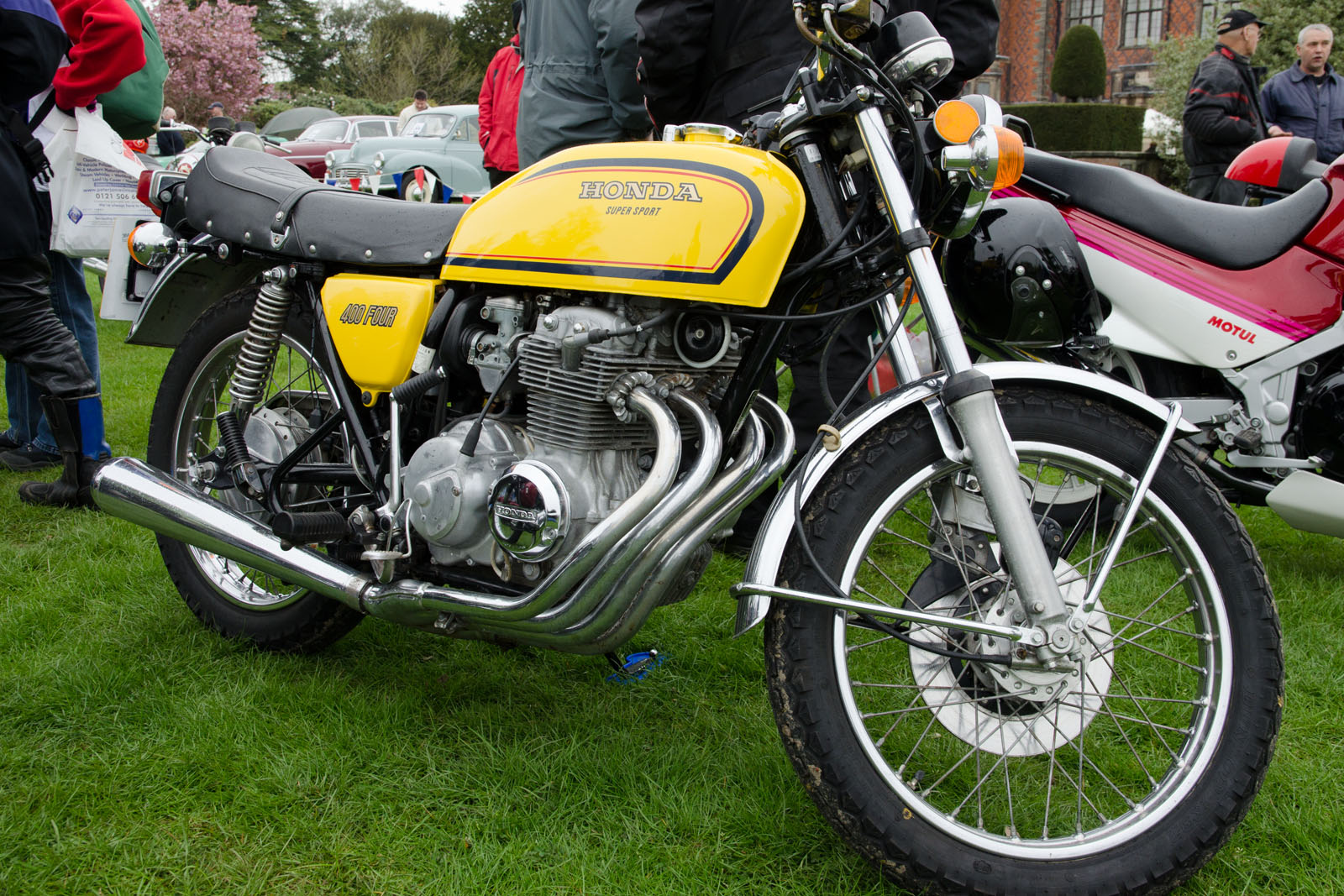
CB 400 Four (1975).
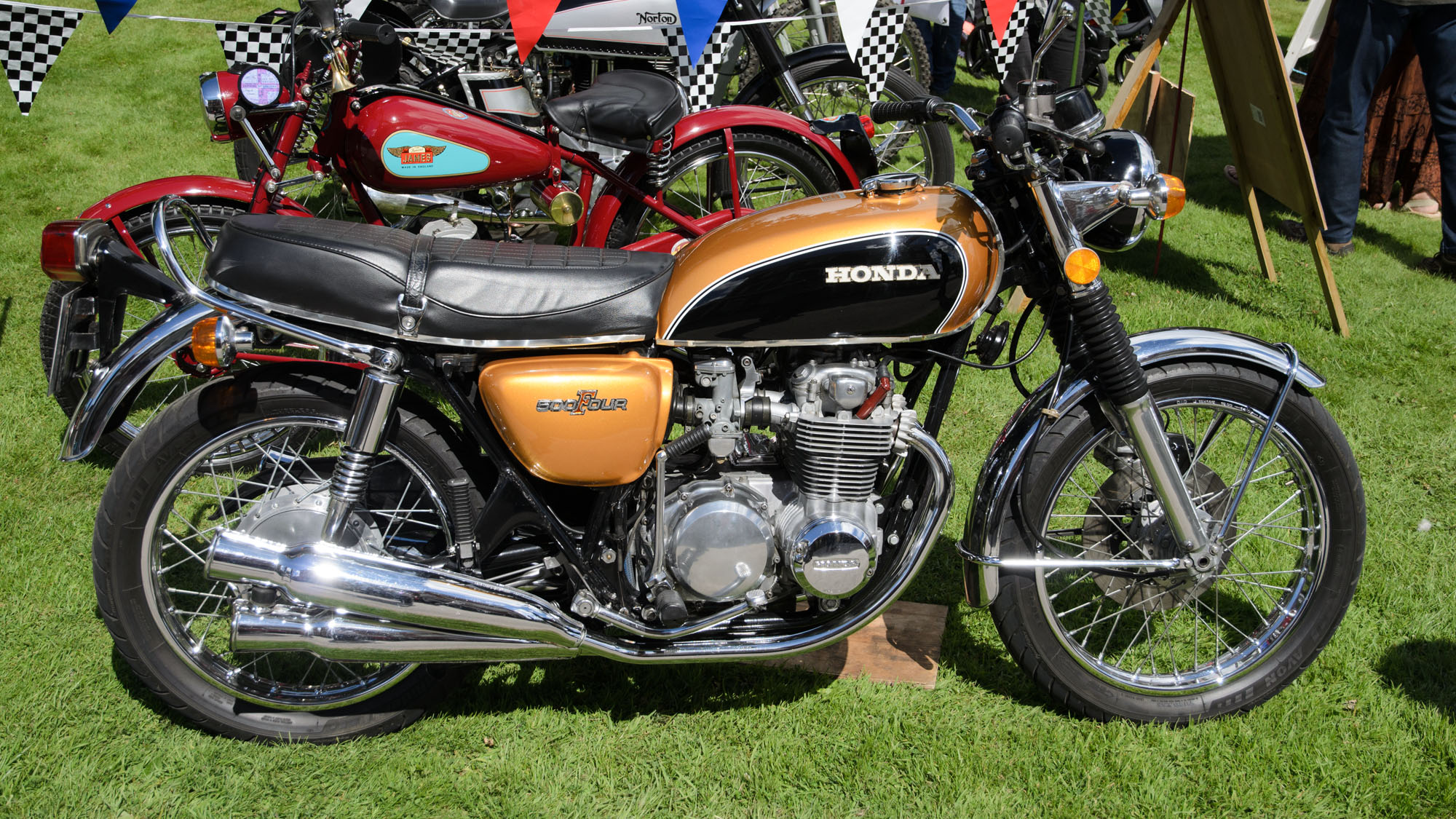
CB 500 Four (1975).

La CB 750 Four inaugure une longue famille de Honda à quatre cylindres en ligne de 750 cm3, comme la 750 KZ à double arbre à cames en tête (1979), la CB 750 FA (1981), la CBX 750 F (1984), ou encore la CB 750 Seven Fifty (1991).
En 2023, ce type de moteur, très modernisé, est encore présent dans la gamme Honda en 650 cm3 (CB 650 R) et 1 000 cm3 (CB 1000 R).

## Compétition

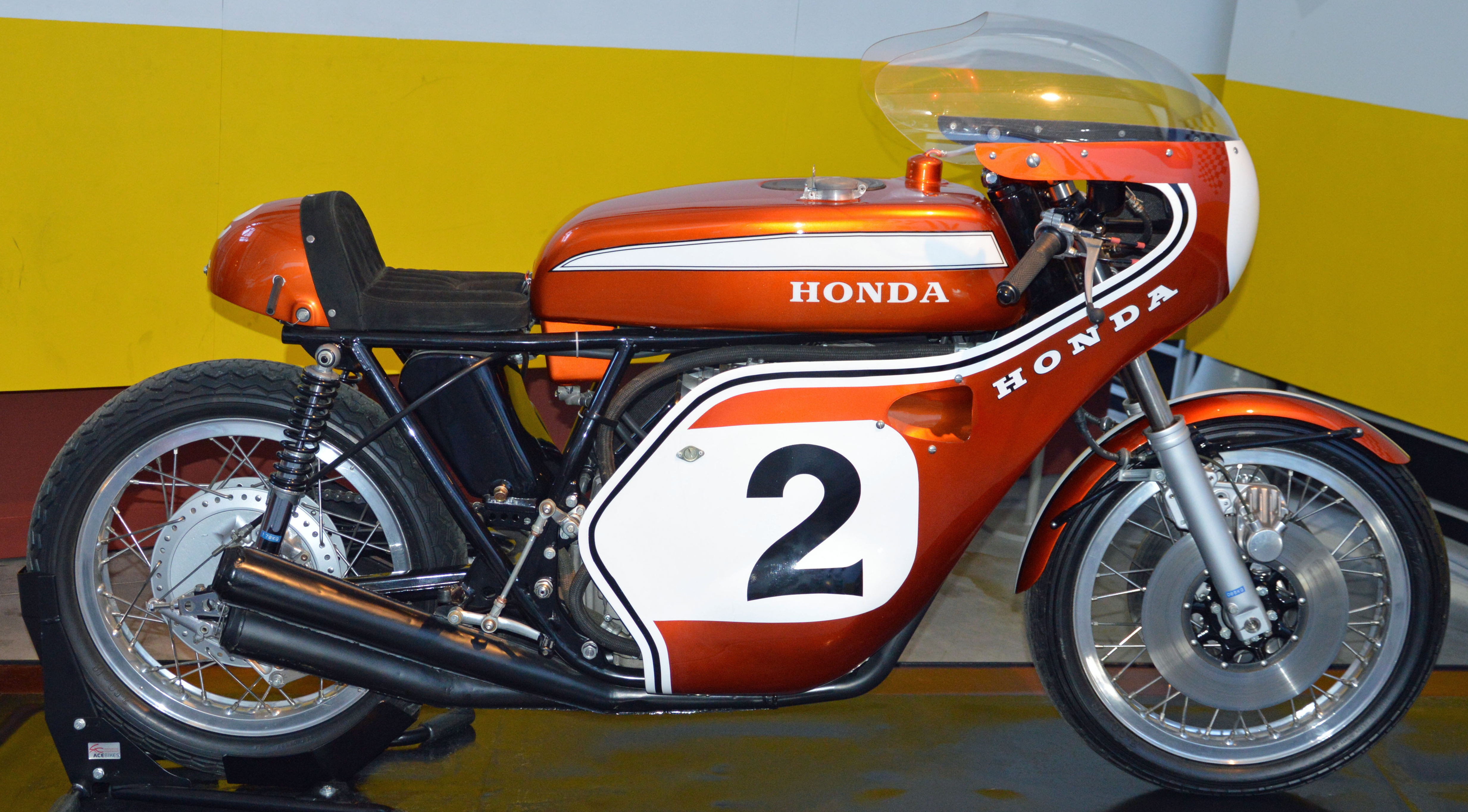
La CR 750 vainqueur de la Daytona 200 en 1970.

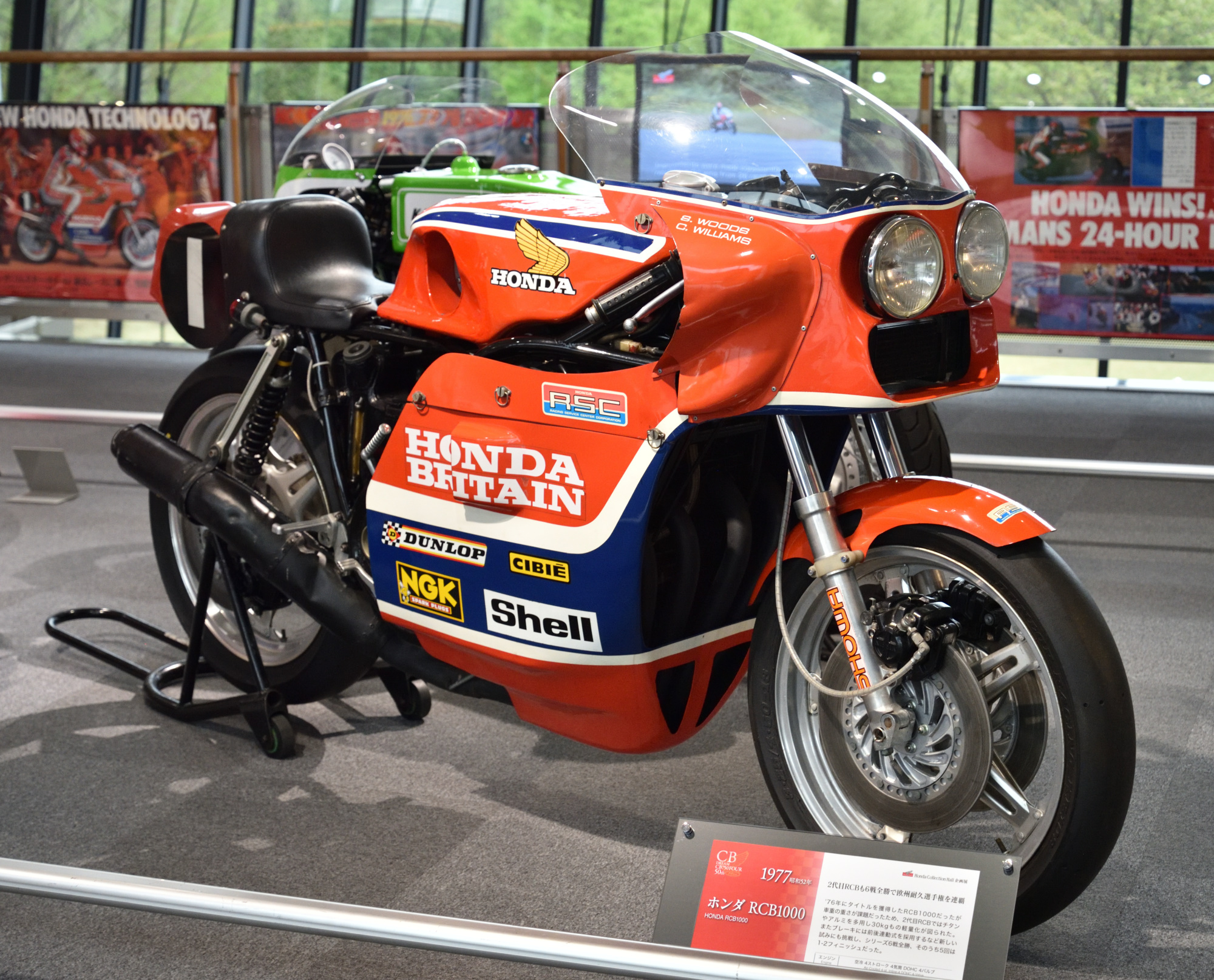
RCB 1000 (1977).

De 1969 au début des années 1980, la Four remporte de nombreux succès en compétition sur route ou circuit. Plusieurs versions de course sont utilisées, notamment :
- CR 750 de 90 ch avec double disque avant, carénage en fibre de verre et réservoir en aluminium de couleur Orange Candy (1970) ;
- CR 750 Sumiya de 95 ch avec échappement quatre en un et aux couleurs bleu/blanc/rouge (1973) ;
- CB 750 Tour de France, proche de la moto de série F2, mais avec des amortisseurs améliorés et une cylindrée portée à 980 cm3 (1977/78) ;
- RCB 1000 de 125 ch et 1 000 cm3 (1977)[31].

Parmi ses résultats les plus notables, on peut relever les victoires au Bol d'or (1969, 1976, 1977, 1978, 1979, 1980, 1981), au Daytona 200 (1970), ou encore aux 24 heures de Barcelone et de Spa (1976).

## La 750 Four aujourd'hui
Les lecteurs du magazine Moto Légende l'ont élue Moto du Siècle[réf. souhaitée].
La 750 Four a créé un engouement international que des clubs de passionnés continuent d'entretenir dans de nombreux pays, notamment en France et aux États-Unis. La cote d'occasion est assez élevée : une Four en bon état d'origine peut dépasser 10 000 €.
De nombreux accessoiristes et sites marchands proposent des pièces détachées pour les différentes variantes de la Four.